# Geest van Kiev
De Geest van Kiev (Engels: The ghost of Kyiv, Oekraïens: Привид Києва) is een verzonnen verhaal over een fictieve piloot van een Mikojan-Goerevitsj MiG-29 straaljager die tijdens het Kiev-offensief op 24 februari 2022 zes Russische gevechtsvliegtuigen uitgeschakeld zou hebben. Ondanks dat de uitschakeling van de Russische gevechtsvliegtuigen niet door officiële kanalen is bevestigd, groeide het verhaal over de Geest van Kiev in korte tijd uit tot een morele opkikker voor het Oekraïens verzet ten tijde van de Russische invasie van Oekraïne in 2022. Nadat The Times de 'Geest van Kiev' identificeerde als de gesneuvelde piloot Stepan Tarabalka, gaf de Oekraïense luchtmacht toe dat de 'Geest van Kiev' nooit heeft bestaan.

## Achtergrond

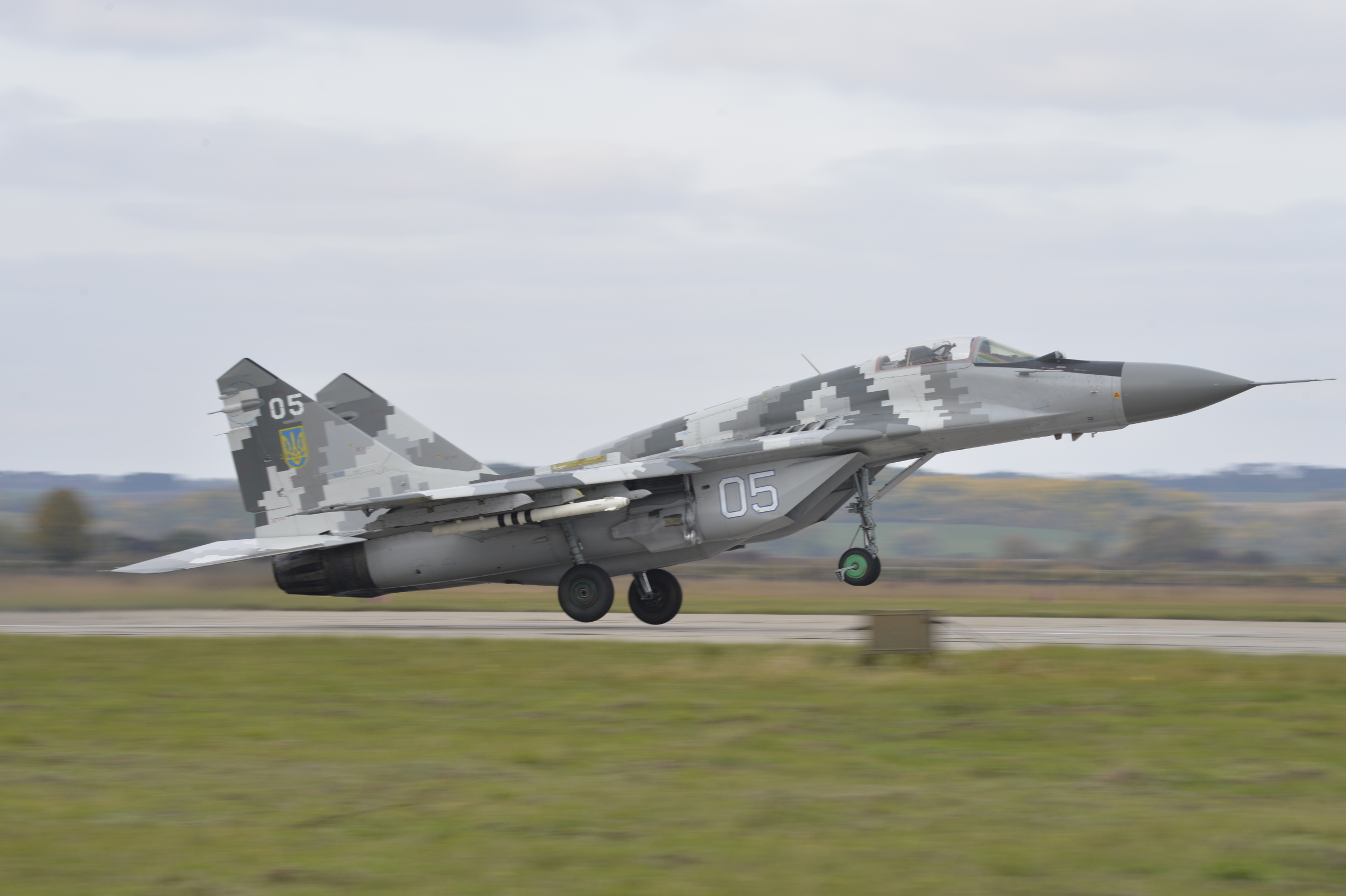
Een Mikojan-Goerevitsj MiG-29 straaljager. Aangenomen wordt dat de Geest van Kiev piloot was van een soortgelijk toestel.

Kort na het begin van de Russische invasie van Oekraïne op 24 februari 2022 doken er op sociale media meerdere bewegende beelden van een Mig-29 straaljager boven Kiev op. De onbekende piloot van deze straaljager werd al snel het neerhalen van meerdere Russische gevechtsvliegtuigen toegedicht. In de volksmond kreeg de piloot de bijnaam de 'Geest van Kiev'.
Na het populair worden op sociale media bevestigde het Oekraïense ministerie van defensie het bestaan van de Geest van Kiev. Daarenboven plaatste voormalig president van Oekraïne Petro Porosjenko een foto van een onbekende straaljagerpiloot met de claim dat deze piloot de Geest van Kiev zou zijn.

## Bestaan
Het daadwerkelijk bestaan van de Geest van Kiev bleef lange tijd twijfelachtig totdat de Oekraïense luchtmacht definitef zijn bestaan ontkrachtte.  De Geest van Kiev is daarmee dus louter een broodjeaapverhaal. Desalniettemin is de Geest van Kiev belangrijk gebleken als morele steun voor de Oekraïense bevolking en krijgsmacht.